# Kendalia
Kendalia è una comunità non incorporata degli Stati Uniti d'America situata nella contea di Kendall dello Stato del Texas.
Si trova a nord-est della città di Boerne, il capoluogo della contea di Kendall. Anche se Kendalia è senza giurisdizione, ha un ufficio postale, con il codice di avviamento postale 78027. Fa parte dell'area metropolitana di San Antonio.